# 이지성
이지성(1983년 12월 20일 ~ )은 대한민국의 희극 배우이다.

## 학력
- 상지대학교 정밀화학신소재학과 학사

## 출연작

### 방송
- 개그야 (MBC)
- 하땅사 (MBC)
- 꿀단지 (MBC)
- 웃고 또 웃고 (MBC)
- 코미디에 빠지다 (MBC)
- 코미디의 길 (MBC)

### 영화
- 더 파이브 (2013년) - 자원봉사자 1 역
- 패션왕 (2014년) - 기안고 기명반 역